# Bernard van Aert
Bernard Benyamin van Aert (* 8. September 1997 in Singkawang) ist ein indonesischer Bahnradsportler, der auf Ausdauerdisziplinen spezialisiert ist. 

## Sportlicher Werdegang
Van Aerts erster internationaler Einsatz war bei den Asienspielen 2018 vor Heimpublikum in Jakarta. Im Jahr darauf gewann er bei den Asienmeisterschaften zwei Medaillen. 2022 erzielte er seinen bislang größten internationalen Erfolg mit dem zweiten Platz beim Omnium im Nations Cup von Cali. Er war damit der erste Radsportler seines Landes, der sich aufgrund sportlicher Leistungen (und nicht per Wildcard) für eine Weltmeisterschaft qualifizierte; bei der WM 2022 belegte er den 20. Platz im Omnium.
Der Omnium blieb seine Spezialdisziplin; 2023 belegte er bei den Asienmeisterschaften den vierten Platz, 2024 und 2025 den zweiten. 2024 gelang ihm damit auch die sportliche Qualifikation für die Olympischen Spiele 2024, wo er den Omnium-Wettkampf auf dem 20. Platz abschloss.
Van Aert ist ebenfalls im Straßenradsport aktiv und fuhr seit 2017 für diverse asiatische Kontinentalteams Rennen auf seinem Kontinent, mit der Tour de Langkawi 2019 und 2020 auch ein Rennen der UCI ProSeries. 2024 gelang ihm in der indonesischen Tour de Siak erstmals ein Sieg bei einem Rennen des UCI-Kalenders.

## Privates
Van Aert hat seinen Nachnamen von seinem niederländischen Großvater, der nach Indonesien auswanderte. Seinen belgischen Namensvetter Wout van Aert bezeichnete er 2023 als sein Idol, gegen den er gerne einmal fahren würde.

## Erfolge

### Bahn
2019
 Asienmeisterschaften 2020 – Punktefahren
 Asienmeisterschaften 2020 – Scratch
2022
 Indonesischer Meister – Mannschaftsverfolgung (mit Aiman Cahyadi, Odie Purnomo Setiawan und Adhithia Alung Nugraha)
2023
 Asienmeisterschaften – Madison (mit Terry Yudha Yusuma)
 Indonesischer Meister 2024 – Omnium, Madison (mit Muhammad Andy Royan)
2024
 Asienmeisterschaften – Omnium, Madison (mit Terry Yudha Yusuma)
2025
 Asienmeisterschaften – Omnium
 Asienmeisterschaften – Ausscheidungsfahren, Madison (mit Terry Yudha Yusuma)

### Straße
2024
eine Etappe und Punktewertung Tour de Siak